# Campanula scopelia
Campanula scopelia är en klockväxtart som beskrevs av Demetrius Phitos. Campanula scopelia ingår i släktet blåklockor, och familjen klockväxter. Inga underarter finns listade i Catalogue of Life.